# Première guerre séminole
Pour les articles homonymes, voir Guerres séminoles.
La première guerre séminole est un conflit qui se déroula de 1817 à 1818 en Floride. Il est le premier épisode des guerres séminoles, série de trois guerres indiennes qui opposèrent les États-Unis aux Séminoles, un peuple amérindien.

## Histoire
Les Amérindiens de la Floride déclinèrent en nombre après l'arrivée des Européens dans la région. Les maladies des Européens emportèrent beaucoup d'Amérindiens car ils n'avaient aucune résistance aux maladies en provenance d'Europe. L'intervention de l'Espagne réduisit encore les populations du nord de la Floride. Dès 1707, les troupes coloniales de la Province de Caroline et leurs alliés Yamasees avaient tué et déplacé tous les Amérindiens de la région. Au début du XVIIIe siècle, 10 000 à 12 000 Amérindiens avaient été réduits en esclavage selon le gouverneur de la Floride. En 1710, le nord de la Floride avait été largement dépeuplé. 
Par la suite, plusieurs groupes amérindiens du sud-est des États-Unis commencèrent à émigrer et occupèrent les terres de Floride. En 1715, les Yamasees de Floride s'allièrent aux Espagnols, après des conflits avec les colons anglais. Les Creeks, commencèrent aussi à émigrer de Floride vers la Géorgie. Les Hitchitis s'établirent sur les berges du lac Miccosukee.
À partir des années 1730, l’Espagne a mis en place une politique de refuge pour les esclaves fugitifs dans le but d’affaiblir l’économie coloniale anglaise. Des centaines de personnes ont échappé à l’esclavage en Floride au cours des décennies suivantes, la plupart s’installant près de St. Augustine à Fort Mose et quelques-unes vivant parmi les Séminoles, qui les traitaient avec plus ou moins d’égalité. Leur nombre a augmenté pendant et après la guerre d’indépendance américaine, et il est devenu courant de trouver des colonies de Séminoles noirs près des villes séminoles ou vivant indépendamment, comme à Negro Fort sur la rivière Apalachicola. La présence d’un refuge à proximité pour les Africains libres était considérée comme une menace pour l’institution de l’esclavage dans le sud des États-Unis, et les colons des États frontaliers du Mississippi et de la Géorgie en particulier accusaient les Séminoles d’inciter les esclaves à s’échapper puis de voler leurs biens. En représailles, les propriétaires de plantations organisèrent des raids répétés en Floride espagnole au cours desquels ils capturèrent des Africains qu’ils accusaient d’être des esclaves en fuite et harcelèrent les villages séminoles près de la frontière, ce qui amena des bandes de Séminoles à traverser le territoire américain pour organiser des attaques de représailles.

### Première guerre séminole
Les tensions frontalières croissantes atteignirent leur paroxysme le 26 décembre 1817, lorsque le département de la Guerre des États-Unis rédigea un ordre ordonnant au général Andrew Jackson de prendre le commandement en personne et de prendre le contrôle des Séminoles, précipitant la première guerre séminole. Le gouvernement espagnol a exprimé son indignation face aux « expéditions punitives » de Jackson sur son territoire et à sa brève occupation de Pensacola. Mais comme l’ont montré plusieurs soulèvements locaux et d’autres formes d'« anarchie frontalière », l’Espagne n’était plus en mesure de défendre ni de contrôler la Floride et a finalement accepté de la céder aux États-Unis par le Traité d'Adams-Onís de 1819, le transfert ayant eu lieu en 1821. Selon les termes du traité de Moultrie Creek (1823) entre les États-Unis et la nation séminole, les Séminoles ont été déplacés du nord de la Floride vers une réserve au centr  de la péninsule de Floride, et les États-Unis ont construit une série de forts et de postes de traite le long des côtes du golfe et de l’Atlantique pour faire respecter le traité.

### Description détaillée
- Voir ici

### Source
- (en) Cet article est partiellement ou en totalité issu de l’article de Wikipédia en anglais intitulé « Guerres séminoles » (voir la liste des auteurs).